# Rammersberg (Bernhardswald)
Rammersberg ist ein Ortsteil der Gemeinde Bernhardswald im Oberpfälzer Landkreis Regensburg, Bayern.

## Geografische Lage
Der Weiler Rammersberg liegt in der Region Regensburg etwa 3,5 Kilometer östlich von Bernhardswald und ungefähr 1,5 Kilometer nördlich der Staatsstraße 2145.

## Geschichte
Rammersberg wurde 1365 als zu Lichtenwald gehörig erstmals schriftlich erwähnt.
1366 wurde es an die Chamerauer verkauft.
1576 gab es in Rammersberg einen Bauern und drei Sölden.
2/3 des Zehnten erhielt der Pfarrer von Altenthann, 1/3 der Zenger von Lichtenwald.
1694 wurden in Rammersberg ein Hof und drei Sölden aufgeführt.
Zum Stichtag 23. März 1913 (Osterfest) gehörte Rammersberg zur Pfarrei Altenthann mit 6 Häusern und 30 Einwohnern.
Am 31. Dezember 1990 hatte Rammersberg 39 katholische Einwohner und gehörte zur Pfarrei Altenthann.